# David Lubin
Pour les articles homonymes, voir Lubin.
David Lubin (10 juin 1849 - 1er janvier 1919) est un marchand, agriculteur et philanthrope américain d'origine polonaise. Il joua un rôle déterminant dans la fondation de l'Institut international d'agriculture en 1908, à Rome.

## Biographie
David Lubin est né à Kłodawa (Pologne). En 1853, sa famille a déménagé en Angleterre. À la mort de son père, la mère de David s'est remariée et ils ont émigré en Amérique. Ses études ont été brèves et il a été placé très jeune dans une usine de joaillerie à Attleboro (Massachusetts). N'y trouvant que de faibles possibilités d'avancement, il est parti en Californie. Arrivé à Sacramento, et après avoir exercé des petits boulots, il a amassé suffisamment de fonds pour ouvrir une mercerie à son propre compte. Il exerçait souvent en salopette, ce qui favorisa les contacts avec les agriculteurs californiens, et comme il les connaissait personnellement, il a appris à connaître leurs problèmes.
Il a lancé une entreprise de vente par correspondance prospère avec son demi-frère, Harris Weinstock, et sa sœur, Jeanette Levy. 
Son magasin, le One Price Store est devenu par la suite la Weinstock-Lubin Company.
Alors qu'il résidait à Sacramento, il a acheté une exploitation fruitière proche de cette ville ainsi que des terres à blé. Sa connaissance de l'agriculture lui a servi quand il a aidé à fonder l'Union des producteurs de fruits de Californie (California Fruit Growers' Union).
Il a ensuite aidé des réfugiés juifs d'Europe orientale, qui travaillaient dans des exploitations agricoles de la région, à s'installer et, en 1891, il est devenu le directeur de la Société internationale pour la colonisation des Juifs russes (International Society for the Colonization of Russian Jews). Il a ensuite fait campagne pour des subventions aux agriculteurs et pour leur protection, d'abord en Californie, mais plus tard à l'échelle internationale.
Dans sa nouvelle vocation de fermier, il lui vint l'idée d'un congrès international d'agriculture, de sorte que les agriculteurs d'un côté de la planète puissent apprendre ce que l'autre moitié produisait, et par quels moyens et à quel coût. Il a commencé à recueillir des statistiques sur le sujet, a étudié la vie des plantes et des animaux domestiques et a fait des recherches sur leurs maladies et leurs remèdes. 
Son fils, Simon,l'a aidé à bâtir une proposition pour une chambre internationale d'agriculture. En 1896, David Lubin s'est installé Europe pour mettre en œuvre sa proposition.
En Italie, en 1904, le roi Victor-Emmanuel III a compris la nécessité d'une telle institution et a soutenu ardemment cette initiative, lui donnant un bâtiment pour le congrès et lui accordant une subvention annuelle de 60 000 dollars.
En mai 1908, l'Institut international d'agriculture (IIA) s'est ouvert à Rome. Les objectifs de l'Institut étaient d'aider les agriculteurs à partager des connaissances, à produire systématiquement, à instaurer un système coopératif de crédit rural, et à maîtriser la commercialisation de leurs produits. Lors de la première assemblée quarante nations étaient représentées. En 1906, Lubin a été nommé comme représentant permanent des États-Unis à l'IIA.
En 1913, à l'occasion de la réunion du congrès à Rome, David Lubin a reçu une coupe d'argent en reconnaissance de ses efforts pour la fondation de l'institut.
organisation. 
En 1919, 53 nations étaient représentées dans les assemblées de l'IIA.
L'IIA a cessé ses activités en 1945. 
Plusieurs de ses actifs ont été transférés à l'Organisation des Nations unies pour l'alimentation et l'agriculture (FAO). 
La mission de coopération internationale dans le domaine de l'agriculture est poursuivie par la FAO, qui a donné à sa bibliothèque le nom de David Lubin. 
La Bibliothèque David Lubin (DLML, David Lubin Memorial Library) conserve les archives personnelles de David Lubin ainsi que la collection d'ouvrages de la bibliothèque de l'IIA.
Elle est ouverte aux visiteurs qui souhaitent effectuer des recherches sur ces documents.
La loi fédérale américaine sur l'agriculture (Federal Farm Act) de 1916, dont les idées et les politiques fondatrices ont paru influencées par David Lubin et par l'Institut international de l'agriculture, a introduit le crédit rural et contribué aux secours en faveur des agriculteurs américains pendant la Grande Dépression. De même, la lutte fructueuse de David Lubin pour la réduction des taux de fret oppressifs a aussi contribué à la mise en place du système des colis postaux. Elle accorde également un vif intérêt aux sociétés et fermes coopératives ainsi qu'au transport océanique. Il introduisait une proposition nationale pour la commercialisation sur le modèle du Landwirtschaftsrat en Allemagne. 
Par ailleurs, David Lubin a écrit des essais et des traités. Son roman, Let There be Light (« Que la lumière soit. ») proposait une religion mondiale universelle.

## Héritage
Le centenaire de l'IIA a été célébrée par l'ISTAT (Bureau des statistiques italiennes) et la FAO et sa Division de la statistique, le 28 mai 2008 à Rome.
Le Western Jewish History Center, du musée Judah L. Magnes, à Berkeley (Californie) a une grande collection de documents, de la correspondance, des publications et des photographies de David Lubin.
L'école élémentaire David Lubin est situé à East Sacramento (quartier de Sacramento), à quelques rues de l'emplacement de l'ancienne maison de David Lubin.